# Bera av Barcelona
Bera av Barcelona, död 844, var regerande greve av Barcelona mellan 801 och 820.
Han var den första greven av den nybildade grevskapet Barcelona.